# Ernest Payne
Ernest "Ernie" Payne (Worcester, 23 de desembre de 1884 - Worcester, 10 de setembre de 1961) va ser un ciclista i futbolista anglès, que va competir a començaments del segle xx.
El 1908 va prendre part en els Jocs Olímpics d'Estiu de Londres de 1908, on va disputar quatre proves del programa de ciclisme. Va guanyar una medalla d'or en la prova de persecució per equips, formant equip amb Clarence Kingsbury, Leonard Meredith i Benjamin Jones. També va disputar les proves de les 660 iardes, on quedà eliminat en semifinals; la dels 5.000 metres, també eliminat en semifinals; i la d'esprint, on disputà la final, però en què tots els ciclistes foren desqualificats per superar el temps màxim.
Com a futbolista va disputar un parell de partits amb el Manchester United FC durant la temporada 1908-1909, marcant un gol.